# Lumigon
Lumigon är ett danskt teknikföretag med huvudkontor i Köpenhamn som producerar lyxiga smartmobiler som använder sig av Android. Lumigon är det första företaget i Danmark som designar och utvecklar sina egna smartmobiler och tillbehör.
Telenor var den första telefonoperatören i Danmark som lanserade Lumigon.
Lumigon grundades 2009 av danska IT-entreprenören Lars Gravesen. Gravesen hade sin bakgrund i mjukvaruföretagen Danteam, Zyb samt Excitor.
Lumigon lanserade sin första telefon, – modellen T1 – redan samma år företaget grundades. T1-an var utrustad med Bang & Olufsen-ljud och hade inbyggd universalfjärrkontroll. Lumigons nästa telefon – modellen T2 – blev efterföljaren och lanserades i februari 2010. Senaste modellen är T3